# ملقح
الملقح هو جهاز أوتوماتيكي من الجيل الثاني في تسلسل الجينوم يعتمد على تكنولوجيا التسلسل البولوني وقد قامت بتطويره مجموعة كنيسة جورج بكلية طب هارفرد. وسيتم استخدامه في (مشروع الجينوم الشخصي) (PGP)، كما أنه مُتاح للبيع بسعر أقل من أجهزة تتابع الجيل الثاني الأخرى. وتشغيل الملقح غير مكلف، ويتميز بالبرامج المفتوحة المصدر، والكواشف، والبروتوكولات. و قد قام دوفر من شركة دانهر للنقل بتصنيع الملقح.